# Tequesta, Florida
Tequesta är en ort (village) i Palm Beach County, i delstaten Florida, USA. Enligt United States Census Bureau har orten en folkmängd på 5 693 invånare (2011) och en landarea på 4,7 km².